# Sòtades de Maronea
Sòtades de Maronea (en llatí Sōtădes, en grec antic Σωτάδης) fou un poeta grec nadiu de Maronea a Tràcia (segons algunes referències nadiu de Creta, però generalment és anomenat Μαρωνείτης). Va florir a Alexandria cap a l'any 280 aC. Va escriure poemes lascius anomenats φλύακες o κίναιδοι (Flyakes o Kinaidoi), en dialecte jònic o també Ἰωνικοὶ λόγοι (Ionikoí logoi "versos jònics") o Σωτάδεια ᾁσματα (Sotádeia asmata "Cançons de Sòtades")
Va atacar Ptolemeu II Filadelf quan aquest es va casar amb la seva germana Arsínoe, i el rei el va empresonar durant molt de temps. Es va poder escapar, però el va fer presoner a Caune l'almirall egipci Pàtrocle, i el va tirar al mar dins una caixa de plom.
De les seves obres resten petits fragments i els títols següents mencionats per Hefestió i el Suides:
- Ἄδωνις (Adonis)
- Ἀμαζών (Amàzona)
- εἰς ᾁδου κατάβασις (Eis adou katábasis)
- εἰς Βελεστίχην (Eis belestichen)
- Ἰλίας (Ilías)
- Πρίηπος (Príepos)

El metre poètic que utilitzava amb més freqüència era conegut com a metre sotadeà. Ateneu de Nàucratis fa alguns comentaris sobre aquest poeta, que sembla que va tenir diversos imitadors entre altres el seu fill Apol·loni i Caristi, i que els poetes llatins Enni i Acci van copiar el seu estil. Fins i tot entre els eclesiàstics grecs, ja que Sant Atanasi d'Alexandria va acusar Arri d'escriure amb un estil que s'aproximava als "poemes sotadeus".